# Горња Требеуша
Горња Требеуша је насељено место у Босни и Херцеговини у општини Травник. Административно припада Федерацији Босне и Херцеговине, односно њеном Средњобосанском кантону. Према попису становништва из 2013. у насељу је било 110 становника, а већинску популацију чинили су Бошњаци.

## Становништво
По последњем службеном попису становништва из 2013. године у овом насељу живело је 110 становника, а село је било етнички хомогено са већинском бошњачком популацијом (иако је пре рата у БиХ Горња Требеуша била искључиво српско село).
| Националност | 2013. | 1991.        | 1981.        | 1971.        |
| Хрвати       | —     | 0            | 1 (0,28%)    | 0            |
| Срби         | —     | 302 (98,69%) | 351 (99,72%) | 393 (99,75%) |
| Југословени  | —     | 4 (1,31%)    | 0            | 0            |
| остали       | —     | 0            | 0            | 1 (0,25%)    |
| Укупно       | 110   | 306          | 352          | 394          |